# 三井良浩
三井 良浩（みつい よしひろ、1964年5月9日 - ）は、フジテレビ報道局気象センタープロデューサー。気象予報士。東京都足立区出身。血液型はO型、身長は161cm、体重は60kg。

## 略歴
- 1985年 東放学園放送芸術科制作コース卒業後、フラワースタッフに入社。FNNスーパータイム、プロ野球ニュースのAD。
- 1987年 FNNニュースレポート11:30の天気予報担当ディレクター[1]、プロ野球珍プレー・好プレー大賞マルチビジョン担当。
- 1988年 FNNスーパータイムの天気担当ディレクター[2]。
- 1993年 めざまし天気の立ち上げ。
- 1994年 第一回気象予報士国家試験に合格。
- 1996年 パジャマで天気のプロデューサー。
- 1997年 FNNニュース555 ザ・ヒューマンの天気キャスター。
- 1998年 （上記の合格がきっかけで）フジテレビに中途採用で入社[3]。
- 2001年 FNNスーパーニュースの天気キャスター[4]（〜2013年）。
- 2020年 Live News it!のお天気キャスター（ガチャピンと共に）。

## 備考
現在、自分自身で取得していた気象予報業務許可事業者としての予報業務は休止している
中学時代の授業で書いた天気図は群を抜いてピカイチだった。